# 3×3 (programa de televisión)
Teletrece 3x3 o T13 3x3 (o simplemente conocido como 3×3) es un programa de televisión chileno del tipo informativo en un formato libre y distendido conducido por Luis Marambio y Camila Espinoza y transmitido por Canal 13. Desde el año 2021 pasa a formar parte del bloque informativo de Teletrece.

## Historia
3x3 nació en el marco de una nueva franja informativa matinal que debutó el 28 de enero de 2005 en reemplazo de Teletrece AM. Originalmente fue conducido por un trío conformado por los periodistas Eduardo Fuentes y Carlos Zárate con la coreógrafa Andrea Hoffmann. Con información del estado del tránsito y el pronóstico meteorológico, esta era una antesala más lúdica al programa informativo En boca de todos, conducido por Iván Valenzuela y Carolina Urrejola.
Este espacio televisivo generó un horario nuevo de batalla televisiva: los programas madrugadores, los que van antes de los programas matinales, solo compitiendo con TVN al despertar, conducido en off por el locutor y periodista Carlos Bencini de TVN. Posteriormente entró en competencia con otras señales televisivas que también lanzaron programas similares al aire, como Chilevisión con Despertando con Chilevisión con el locutor Pelao Rodrigo y su personaje "Rigoberto Pilsen Casanga" y el periodista Álvaro Sanhueza (actualmente llamado Primera Página) y A Primera Hora con el periodista José Luis Repenning (actualmente Me Levanto con Mega) del canal del mismo nombre.
En marzo de 2006, Carlos Zárate abandona la conducción del programa, siendo reemplazado por José Miguel Furnaro.
El 15 de mayo de 2006 y con los mismos conductores se empieza a emitir 3×3 PM, una versión vespetina y humorística del programa matutino dentro de la cual se enfoca a la entretención, incluyendo entrevistas y videos de otros programas de Canal 13. Cuenta con la participación de personajes como Enano Teto, Carlos Canito, Nerson Acuesta (parodia a Nelson Acosta), Sr. Archivaldo, el Cartero, y el Hombre Croma. Su temporada terminó el 20 de octubre del mismo año, siendo reemplazado en el horario de las 12:00 por el bloque infantil El Club en el Trece.
Durante gran parte de 2020 el programa no se emitió, ya que Canal 13 iniciaba sus transmisiones a las 6:45 a. m. El 1 de marzo de 2021 el programa volvió al aire.
Desde el 1 de marzo de 2021, el programa sufre una reestructuración, por lo que 3x3 pasa a formar parte del informativo Teletrece, siendo una edición más del espacio e incorporando las mismas gráficas que las otras ediciones de este informativo. Por lo que pasa a llamarse Teletrece 3x3 o T13 3x3, sin embargo sigue siendo conocido como 3x3 y es emitido de lunes a viernes de 5:45 a 6:30 h en horario AM. (Originalmente de 6:00 a 6:30 h en horario AM.)

## Conductores
Anteriormente fue conducido por Eduardo Fuentes, Andrea Hoffmann y José Miguel Furnaro, hasta 2006 uno de los conductores fue Carlos Zárate, quien estuvo desde los inicios del programa en 2005.
El lunes 16 de marzo de 2009 se hace cargo de la conducción, el hombre del tiempo de Canal 13, Eduardo de la Iglesia. Él se mantiene en el cargo hasta el viernes 6 de mayo de 2013, para comenzar a trabajar en el canal 3TV del grupo Copesa S.A.
Entre el lunes 9 de mayo de 2013 e inicios de 2017, el conductor fue Germán Schiessler, experiodista de TVN y ex notero de Bienvenidos de Canal 13; el conductor fue despedido de la estación televisiva.
En 2017 y reemplazando a Schiessler, llega a la conducción Cristián Pino, periodista de Teletrece. En los últimos días de febrero del mismo año, se informa que los nuevos conductores del espacio serán Miguel Acuña, periodista del ámbito policial en Teletrece AM y Teletrece Tarde junto a Michelle Adam, meteoróloga del canal y presentadora del tiempo en el matinal Bienvenidos, en Teletrece Tarde y en El tiempo edición tarde.
En octubre de 2017, se informa acerca del ingreso de Francisca Sfeir y la salida de Michelle Adam. En mayo de 2019 Francisca Sfeir renuncia a Canal 13. Hacia agosto de 2019 ingresa Ángeles Araya, periodista y panelista del matinal Bienvenidos. Desde 2021, Natalia López reemplaza a Araya en la conducción del programa, junto a Miguel Acuña.

### Actuales
- Luis Marambio Torres (2023-presente)
- Camila Espinoza Bustos (2023-presente)
- Simón Valdebenito Barraza (2025-presente)

### Anteriores
- Eduardo Fuentes (2005-2009)
- Andrea Hoffmann (2005-2008)
- Carlos Zárate (2005-2006)
- José Miguel Furnaro (2006-2008)
- Eduardo de la Iglesia (2009-2013)
- Germán Schiessler (2013-2017)
- Cristián Pino Valenzuela (enero-marzo de 2017)
- Michelle Adam (marzo-octubre de 2017)
- Francisca Sfeir (2017-2019)
- Ángeles Araya (2019-2020)
- Natalia López (2021-2023)
- Miguel Acuña Olmedo (2017-2023)